# Смирнов, Виктор Фёдорович (актёр)
Виктор Фёдорович Смирнов (4 августа 1945, Клин, Московская область — 12 августа 2017, Санкт-Петербург) — советский и российский актёр театра и кино. Народный артист Российской Федерации (1992).

## Биография
Родился в подмосковном Клину. Окончил в 1972 году Горьковское театральное училище и сразу же был принят в Пензенский областной театр драмы им. А. В. Луначарского. За десять лет работы на этой сцене им было сыграно более 40 ролей. Среди них: Чешков («Человек со стороны» И. Дворецкого, 1972), адмирал Степанов («Дело, которому ты служишь» Ю. Германа, 1973), Босс Финли («Сладкоголосая птица юности» Т. Уильямса, 1973), Клавдий Горецкий («Волки и овцы» А. Н. Островского, 1973), лорд Уиндермир («Веер леди Уиндермир» О. Уайльда, 1974), Бусыгин («Свидание в предместье» А. Вампилова, 1974), Лопатин («Из записок Лопатина» К. Симонова, 1975), Антон Зыков («Зыковы» М. Горького, 1975), Михай Груя («Святая святых» И. Друцэ, 1976), Григорий Мелихов («Тихий Дон» М. Шолохова, 1977 г.), Никитин («Берег» Ю. Бондарева, 1978), Макар Нагульнов («Поднятая целина» М. Шолохова, 1979), Бен Хаббард («Лисички» Л. Хеллман, 1979), Отелло («Отелло» У. Шекспира, 1982).
В 1983 году Виктор Смирнов был принят в труппу Александринского театра. Его первой работой на прославленной сцене стала роль Пугачёва в легендарном спектакле Ростислава Горяева «Капитанская дочка» по А. С. Пушкину (1984). Эта роль принесла артисту несомненный успех и тотчас же выдвинула его в число ведущих мастеров театра. В ряду последующих работ Виктора Смирнова нет проходных ролей. В 1980—1990-е годы артист был занят практически во всех крупных постановках театра. Среди его работ того периода: Железнов («Васса Железнова» М. Горького, 1985), Митрич («Власть тьмы» Л. Н. Толстого, 1986), Москалёв («Дядюшкин сон» Ф. М. Достоевского, 1987), Писатель («Самоубийца» Н. Эрдмана, 1988), Шаляпин («Колокола» Ю. Нагибина, 1989), Скотинин («Недоросль» Д. И. Фонвизина, 1990), Большов в комедии А. Н. Островского «Свои люди — сочтёмся!» (1990), Гамлет, а затем и Клавдий («Гамлет» У. Шекспира, 1992 и 1997) Отелло («Отелло» У. Шекспира, 1993), Бугров («Платонов» А. П. Чехова, 1994), Чебутыкин («Три сестры» А. П. Чехова, 1996), Фамусов («Горе от ума» А. С. Грибоедова, 1996), Он («Сорри…» А. Галина, 1996), Шаляпин в моноспектакле «Прощай, Россия!», созданном по мотивам автобиографической прозы Ф. И. Шаляпина «Маска и душа» (1999 г.), Патриарх («Борис Годунов» А. С. Пушкина, 1999), Дон Луис («Дон Жуан» Мольера, 2000).
В 2000-х много снимался в сериалах, которые в то время вошли в моду.
Скончался на 73-м году жизни в ночь с 11 на 12 августа 2017 года в Санкт-Петербурге от онкологического заболевания. Был похоронен 14 августа на Серафимовском кладбище Санкт-Петербурга.

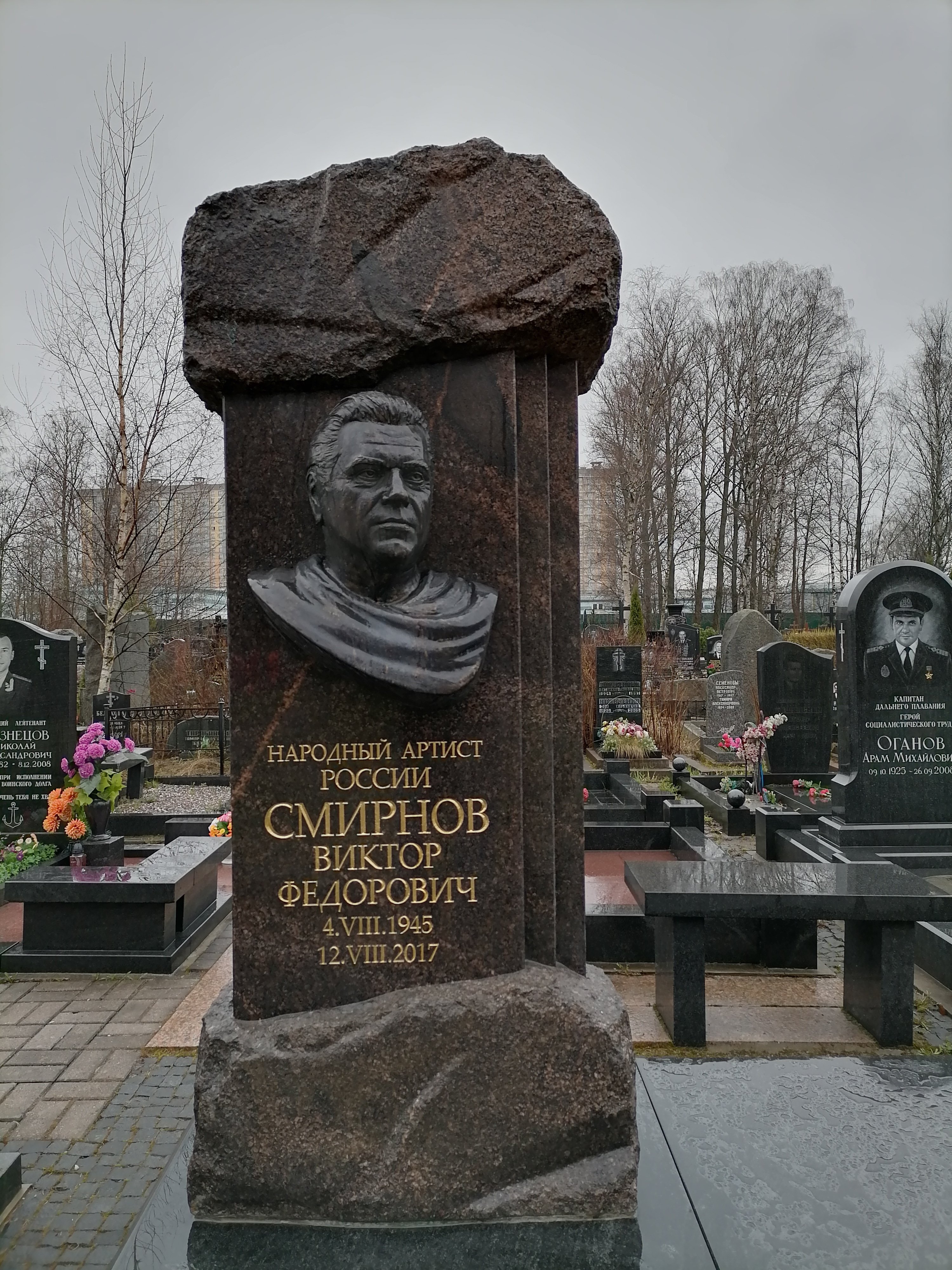
Могила В. Ф. Смирнова на Серафимовском кладбище Санкт-Петербурга.

## Фильмография

### Актёр
- 1982 — Солнечный ветер — Яков Георгиевич Чебышев, астрофизик
- 1986 — Борис Годунов — Рожнов
- 1986 — В стреляющей глуши — Григорий
- 1986 — Левша — полшкипер
- 1987 — Зеркало для героя — Алексей Николаевич Тюкин, начальник шахты
- 1988 — Полёт птицы — Пётр
- 1988 — В связи с переходом на другую работу — Голощапов
- 1988 — Будни и праздники Серафимы Глюкиной — Стас, швейцар в ресторане
- 1989 — СВ. Спальный вагон
- 1989 — В ожидании Элизабет — комиссар (роль озвучена Владимиром Ферапонтовым)
- 1989 — Торможение в небесах — Михаил Михайлович Махонин, секретарь обкома
- 1989 — Я в полном порядке — Игнатий
- 1990 — Рой — Ионна Заварзин
- 1990 — Танк «Клим Ворошилов-2» — обожжённый танкист
- 1991 — Гений — Алексей Николаевич Баев - Бизнесмен.
- 1991 — Хмель — купец Тужилин
- 1992 — Сны о России — Иосиф
- 1993 — Макаров — Михаил Евграфович, начальник тюрьмы
- 1994 — Замок — Эрлангер
- 1994 — Русский транзит — Геннадий Фёдорович Зотов
- 1996 — Вовкулакия, или Загадка доктора Никодима
- 1996 — Жёсткое время — народный артист Бурятской АССР
- 1997 — Царевич Алексей — Долгорукий
- 1997-1998 — Улицы разбитых фонарей — Борис Михайлович, тренер
- 1999 — Страстной бульвар — собутыльник
- 2000 — Агент национальной безопасности-2 (серия «Смертник») — генерал Сомов
- 2000 — Улицы разбитых фонарей-3 — Отец Филимон, в прошлом - уголовник Юрий Камунин
- 2001 — Бандитский Петербург-3 — гендиректор фирмы «ТКК ЛТД» Дмитрий Максимович Бурцев
- 2001 — Чёрный ворон — Дмитрий Дормидонтович Чернов, первый секретарь Ленинградского горкома КПСС
- 2001—2002 — Крот — Пётр Петрович Грязнов
- 2000 — 2001 — Убойная сила 2— пациент психбольницы по кличке Нострадамус
- 2002 — Война — генерал штаба
- 2003 — Вечерний звон — Брит, участковый
- 2004 — Честь имею!.. — генерал
- 2004 — Богатыри Online — муж Гали
- 2004 — Гибель империи — Мороз
- 2005 — Убойная сила 6 — Морозов
- 2005 — Мастер и Маргарита — Прохор Петрович, председатель зрелищной комиссии
- 2006 — Мечта — Модест Сумбатов-Южин
- 2006 — Сонька — Золотая Ручка — пристав Трынько
- 2007 — Ленинград — Толкунов
- 2007 — Ликвидация — полковник Омельянчук, начальник Одесского угрозыска
- 2007 — 1612: Хроники Смутного времени — боярин
- 2008 — Не думай про белых обезьян — Гаврилыч
- 2009 — Жить сначала — Мансур, пекарь
- 2010 — Морские дьяволы 4 — контр-адмирал Соловьёв
- 2009 — Смерть Вазир-Мухтара. Любовь и жизнь Грибоедова — генерал Ермолов
- 2011 — Надежда — Егор Владимирович Бокалов, губернатор
- 2012 — Морские дьяволы 5 — контр-адмирал Соловьёв
- 2012 — Крутой — Медведь
- 2013 — Морские дьяволы. Смерч — контр-адмирал Соловьёв
- 2013 — Сын отца народов — маршал Семён Михайлович Будённый

### Озвучивание
- 1983 — Великан
- 1992 — Комедия строгого режима — генерал
- 1997 — Воздушная тюрьма — Билли Бедлам
- 1997 — Самолёт президента

## Награды
- Заслуженный артист РСФСР (22 октября 1979 года)
- Народный артист Российской Федерации (13 октября 1992 года)
- Орден Дружбы (17 апреля 2006 года) — за большой вклад в развитие театрального искусства и достигнутые творческие успехи[6].
- Орден Почёта (26 декабря 2016 года) — за заслуги в развитии отечественной культуры и искусства, многолетнюю плодотворную деятельность[7]